# Село имени Тельмана (Ошская область)
Имени Тельмана (кирг. Тельман) — село в Кара-Сууском районе Ошской области Кыргызстана. Входит в состав Сарайского айылного аймака.

## География
Село расположено в северо-западной части области, вблизи государственной границы с Узбекистаном, к северу от канала Савай, у юго-западной окраины города Кара-Суу, административного центра района. Абсолютная высота — 762 метра над уровнем моря.

## Население
Согласно оценочным данным Национального статистического комитета Кыргызской Республики, численность населения села на начало 2023 года составляла 7343 человека.
| год     | 2009 | 2014 | 2015 | 2020 | 2021 | 2023 |
| ------- | ---- | ---- | ---- | ---- | ---- | ---- |
| человек | 3923 | 4088 | 4554 | 5773 | 5693 | 7343 |